# 陳鏗
陳鏗（14世紀—15世紀），四川成都府資縣人，明朝政治人物。

## 生平
陳鏗是洪武二十九年（1396年）的舉人，次年（1397年）聯捷進士，獲授清澗知縣，就任後立刻教化當地人民，勤於撫字，興辦學校，令他們漸知禮義，後人引述德化事蹟必定列舉他；因賢能擢官霍州知州，入朝為禮部員外郎。

## 引用
1. 1 2  民國《資中縣續修資州志·卷五·人物》：陳鑑【鏗】 《清澗縣志》（云）資縣人，洪武中以進士知清澗，時天下初定，教化未行，鑑勤撫字，興學校民漸知禮義，賢聲大起，擢守霍州，入為禮部員外郎。
2. ↑  民國《資中縣續修資州志·卷七·選舉》：進士……明 洪武三十年丁丑韓克忠榜 陳鏗 石塔作張鑑……舉人 明 洪武……陳鑑【鏗】 均丙子科
3. ↑  道光《清澗縣志·卷五·職官志》：陳鑑【鏗】，蜀之資縣人，以進士出知清澗，當是時天下初定，教化未行，下車與民相煦沫，且撫字有方，民漸知禮義，賢聲大起。擢守霍州，其流風善政猶有存者，故凡頌德化必引陳侯云。